# Federazione Italiana Bandy
Federazione Italiana Bandy är det styrande organet för bandy i Italien. Huvudkontoret ligger i Milano. Federazione Italiana Bandy grundades 2003 och blev medlem i Internationella bandyförbundet den 26 oktober samma år. Nils Liedholm var hedersordförande.